# Leichtathletik-Weltmeisterschaften 2027
Die 21. Leichtathletik-Weltmeisterschaften sollen 2027 in der chinesischen Hauptstadt Peking ausgetragen werden. Dies entschied der Weltverband World Athletics am 28. Februar 2024 auf seiner 234. Sitzung in der schottischen Stadt Glasgow. Peking wird, nach den Weltmeisterschaften 2015, zum zweiten Mal Schauplatz der Welttitelkämpfe.

## Stadion
Für die Wettkämpfe wird, wie 2015, das Nationalstadion Peking genutzt.